# Miquel Civil i Bogunyà
Miquel Civil i Bogunyà (Molins de Rei, 1845 – íbidem, 1923) fou un músic, compositor i poeta català. Desenvolupà diverses ocupacions en l’àmbit musical, i a més de compondre treballà com a organista de la parroquial del seu poble natal i com a pianista a la sala de ball del Palau a la mateixa vila. També destacà a nivell local en l’àmbit pedagògic degut a la seva extensa formació en diverses disciplines com lletres i matemàtiques, impartint classes particulars a nens dins el seu domicili i sent membre fundador de la Joventut Catòlica del seu poble, organització que treballava sobre l'educació i el lleure dels joves.
Es casà amb Elvira Castellví González (1853-1898), amb la qual tingué 10 fills que reberen del pare una profunda educació musical; com a conseqüència alguns d’ells també s’hi dedicarien posteriorment de manera professional, destacant les figures de Francesc Civil i Joseph Civil. La família es desplaçà durant uns anys a Barcelona el 1898, període en què el compositor va quedar vidu de forma inesperada; el 1907 es casaria de nou, en segones núpcies, amb Guadalupe Llamosas. A partir d’aquest moment anirà canviant la seva residència establint-se a diverses poblacions de Catalunya així com del Perú, país on vivia una filla seva. Finalment va traspassar a Molins de Rei el 1923.